# Charadrius wilsonia
Il corriere di Wilson (Charadrius wilsonia, Ord 1814) è un uccello della famiglia dei Charadriidae.

## Sistematica
Charadrius wilsonia ha quattro sottospecie:
- Charadrius wilsonia beldingi
- Charadrius wilsonia cinnamominus
- Charadrius wilsonia rufinucha
- Charadrius wilsonia wilsonia

## Distribuzione e habitat
Questo uccello vive nel Canada orientale, negli Stati Uniti orientali e meridionali, e nell'America Centrale, dal Messico al Perù e al Brasile. È presente anche nei Caraibi, mentre è di passo in Cile.